# Livezile (Timiș)
Livezile is een Roemeense gemeente in het district Timiș.
Livezile telt 1619 inwoners.